# Provincia İzmir
Provincia İzmir este o provincie a Turciei cu o suprafață de 11891 km², localizată în vestul Turciei.
1. ↑   https://www.cankiripostasi.com/konya-dan-izmir-e-mustafa-abdulhalik-renda-9-makale,741.html Lipsește sau este vid: |title= (ajutor)
2. ↑   (PDF) https://www.harita.gov.tr/images/urun/il_ilce_alanlari.pdf Lipsește sau este vid: |title= (ajutor)